# Cooper Hoffman
Cooper Alexander Hoffman (New York, 20 marzo 2003) è un attore statunitense.

## Biografia
Figlio dell'attore Philip Seymour Hoffman fa il suo debutto cinematografico nel 2021, a soli 18 anni, nel film Licorice Pizza del regista Paul Thomas Anderson, per cui viene nominato ai Golden Globe 2022 nella categoria miglior attore in un film commedia o musicale.

## Filmografia

### Attore
- Licorice Pizza, regia di Paul Thomas Anderson (2021)
- Wildcat, regia di Ethan Hawke (2023)
- Saturday Night, regia di Jason Reitman (2024)
- Old Guy, regia di Simon West (2024)

## Doppiatori italiani
Nelle versioni in italiano delle opere in cui ha recitato, Cooper Hoffman è stato doppiato da:
- Lorenzo D'Agata in Licorice Pizza, Old Guy
- Daniele Di Matteo in Saturday Night

## Riconoscimenti
- Golden Globe
  - 2022 – Candidatura per il miglior attore in un film commedia o musicale per Licorice Pizza